# Mohamad Yehya Al Rashed
Mohamad Yehya Al Rashed (tiếng Ả Rập: محمد يحيى الراشد) (sinh ngày 1 tháng 2 năm 1982 ở Aleppo, Syria) là một cầu thủ bóng đá Syria hiện tại thi đấu cho Hutteen ở Giải bóng đá ngoại hạng Syria và anh là cựu cầu thủ của Đội tuyển bóng đá quốc gia Syria.
Al-Rashed thi đấu cho Al-Ittihad ở vòng bảng Giải vô địch bóng đá các câu lạc bộ châu Á 2006.